# M59 (astronomia)
M 59 (conosciuta anche con il nome di NGC 4621) è una galassia ellittica di tipo E5 appartenente all'Ammasso di galassie della Vergine; dista circa 60 milioni di anni luce dalla Terra. La sua magnitudine visuale è 10,6.

## Osservazione

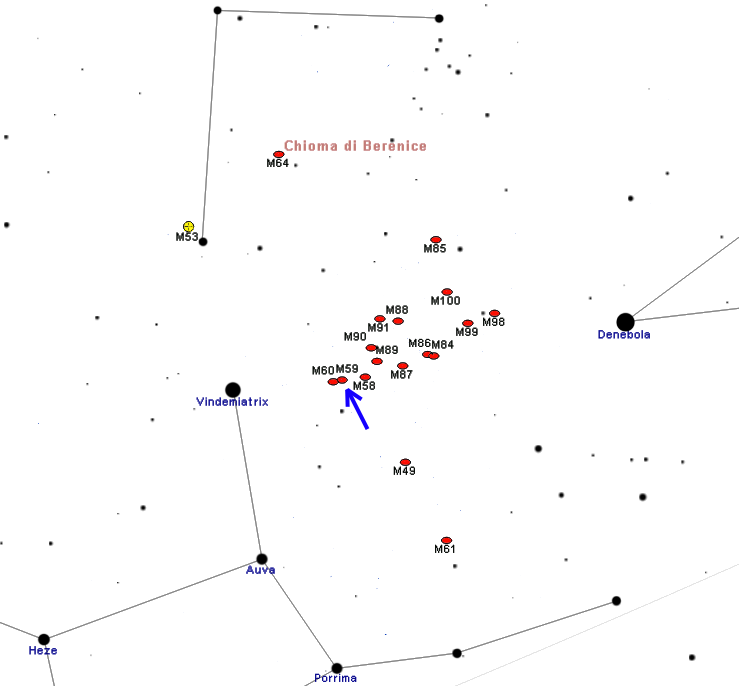
Mappa per individuare M59.

M59 è un oggetto facile da reperire in cielo, grazie alla presenza della stella Vindemiatrix (ε Virginis): si trova infatti circa 5° ad ovest di questa stella; sebbene sia al limite estremo della portata di un binocolo di media potenza come un 10x50, è ben visibile in un telescopio amatoriale da 60mm di apertura, in cui appare come una macchia ovoidale molto chiara.
Ingrandimenti superiori la mostrano come una sorta di "oggetto doppio", grazie alla presenza, circa 20' a nord-ovest, della galassia NGC 4606; molte altre galassie sono visibili anche nello stesso campo.
M59 può essere osservata con facilità da entrambi gli emisferi terrestri e da tutte le aree abitate della Terra, grazie al fatto che la sua declinazione non è eccessivamente settentrionale; dalle regioni boreali è maggiormente osservabile e si presenta estremamente alto nel cielo nelle notti di primavera, mentre dall'emisfero australe appare mediamente più basso, ad eccezione delle aree prossime all'equatore. Il periodo migliore per la sua osservazione nel cielo serale è quello compreso fra marzo e luglio.

## Storia delle osservazioni
M59, insieme alla vicina M60, fu scoperta da Johann Gottfried Koehler l'11 aprile 1779 durante le osservazioni di una cometa nella stessa zona di cielo. Tre giorni dopo Charles Messier la inserì, insieme ad M60, nel catalogo che porta il suo nome. John Herschel la descrisse come una nube luminosa, abbastanza larga, poco estesa, improvvisamente più luminosa nel centro.
Il 1º gennaio 1939 Fritz Zwicky scoprì una supernova (SN 1939B) a 53 secondi d'arco a sud del nucleo di M59. Essa venne classificata di tipo I e raggiunse la 12ª magnitudine.

## Caratteristiche
M59 è una galassia che appartiene all'Ammasso della Vergine ed è una delle sue galassie ellittiche più grandi, anche se meno luminosa e massiccia di M49, M60 e della gigante M87. La forma di M59 è fortemente schiacciata, tanto da essere classificata come una galassia ellittica di tipo E5.

L'asse maggiore ha una dimensione apparente di circa 5 primi d'arco che, considerando una distanza di 60 milioni di anni luce, corrispondono a circa 90 000 anni luce di diametro.

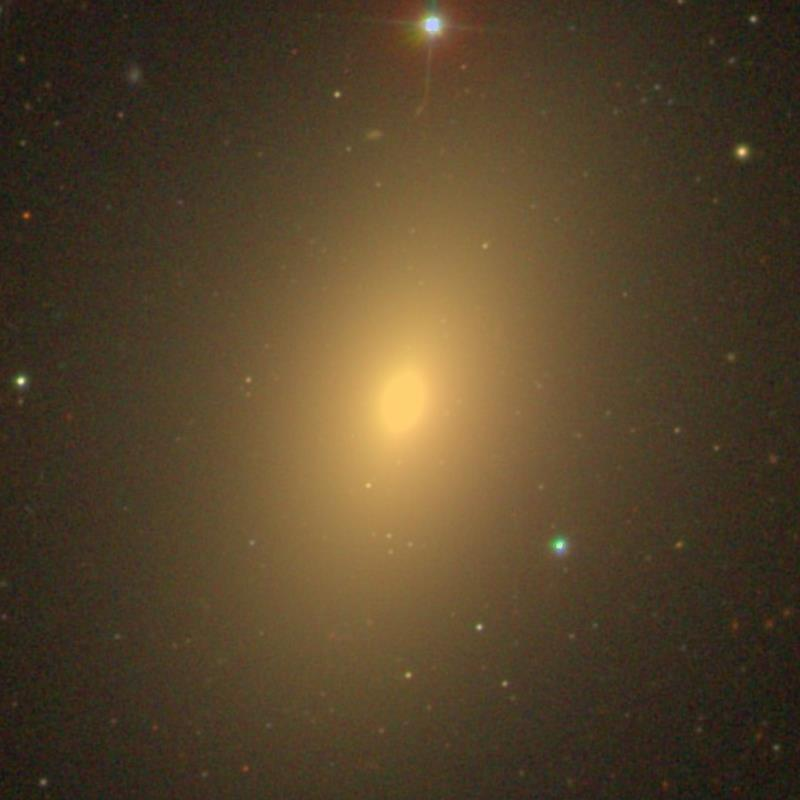
M59  (SDSS DR14)
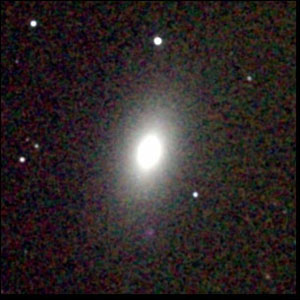
M59 vista dalla 2MASS nel vicino infrarosso
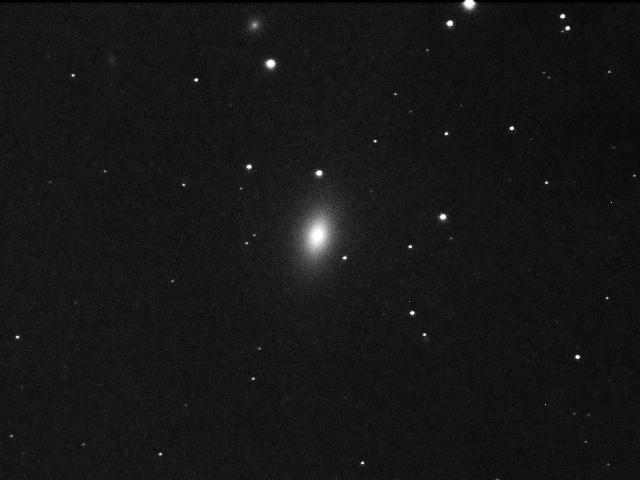
M59 nella costellazione della Vergine

### Libri
- (EN) Stephen James O'Meara, Deep Sky Companions: The Messier Objects, Cambridge University Press, 1998, ISBN 0-521-55332-6.

### Carte celesti
- Toshimi Taki, Taki's 8.5 Magnitude Star Atlas, su geocities.jp, 2005. URL consultato il 7 novembre 2010 (archiviato dall'url originale il 5 novembre 2018). - Atlante celeste liberamente scaricabile in formato PDF.
- Tirion, Rappaport, Lovi, Uranometria 2000.0 - Volume I - The Northern Hemisphere to -6°, Richmond, Virginia, USA, Willmann-Bell, inc., 1987, ISBN 0-943396-14-X.
- Tirion, Sinnott, Sky Atlas 2000.0 - Second Edition, Cambridge, USA, Cambridge University Press, 1998, ISBN 0-933346-90-5.
- Tirion, The Cambridge Star Atlas 2000.0, 3ª ed., Cambridge, USA, Cambridge University Press, 2001, ISBN 0-521-80084-6.